# Werner Kämpf
Werner Kämpf, född 6 juni 1909 i Günzburg, död 9 april 2000 i Ingolstadt , var en tysk SS-Standartenführer. Under andra världskriget var han chef för Einsatzkommando 9, ett mobilt insatskommando, i Sovjetunionen.

## Biografi
Kämpf var till yrket lärare. År 1930 blev han medlem i Nationalsocialistiska tyska arbetarepartiet (NSDAP) och året därpå i Sturmabteilung (SA). År 1935 inträdde han i Schutzstaffel (SS) och Sicherheitsdienst (SD), SS:s säkerhetstjänst.

### Operation Barbarossa
I gryningen den 22 juni 1941 anföll Tyskland sin tidigare bundsförvant Sovjetunionen och inledde den omfattande Operation Barbarossa. Enligt Tysklands Führer Adolf Hitler innebar kriget mot Sovjetunionen ett ideologiskt förintelsekrig och den ”judisk-bolsjevikiska intelligentian” måste elimineras. Efter de framryckande tyska arméerna följde Einsatzgruppen, mobila insatsgrupper. Chefen för Reichssicherheitshauptamt, Reinhard Heydrich, gav insatsgrupperna i uppdrag att mörda judar, romer, partisaner, politiska kommissarier (så kallade politruker) och andra personer som ansågs hota Tredje rikets säkerhet. Beträffande insatsgruppernas massmord på judar mördades initialt endast män, men i augusti 1941 gav Reichsführer-SS Heinrich Himmler order om att massmordet även skulle inbegripa kvinnor och barn. Från oktober 1943 till mars 1944 var Kämpf befälhavare för Einsatzkommando 9 inom Einsatzgruppe B.